# Кузьмин, Анатолий (мотогонщик)
Анатолий Кузьмин — советский мотогонщик, участник соревнований по спидвею. Член сборной СССР, мастер спорта СССР международного класса.

## Карьера
Свои первые шаги в спидвее Анатолий сделал в Уфе в 1966 году. Уже на следующий год молодой талантливый спортсмен попробовал свои силы в составе «Башкирии» — на тот момент лучшей команде страны, в составе которой тогда выступали такие мастера спидвея как двукратный вице-чемпион мира в индивидуальном зачёте Игорь Плеханов. В совместных тренировках с великими спортсменами Кузьмин заложил основу своих будущих успехов. Дважды в 1967 и 1968 годах Анатолий вместе с командой становится чемпионом СССР. А когда в 1969 году Анатолий Кузьмин был призван в армию, то переехал в Даугавпилс и уже весной попробовал свои силы сначала в «Янтаре», а уже месяц спустя полноправно вошёл в состав первой даугавпилсской команды "Локомотива
Финалист личного чемпионата мира по спидвею 1972 года
- 12 место — (3,0,0,1,0)

Финалист парного чемпионата мира:
- 1973 г. — 4 место

Неоднократно пробивался в финал Европейского первенства и Континентальные финалы мирового первенства.
Погиб в автомобильной катастрофе 7 января 1978 года.

## Достижения
- Чемпион Латвии в личном зачёте (1977,1978 гг.)
- Чемпион СССР по спидвею в командном зачёте (1967, 1968, гг.)
- Чемпион командной Спартакиады народов СССР (1970 г.)
- Обладатель Кубка СССР (1969)
- Обладатель Кубка СССР среди пар (1973)
- Серебряный призёр чемпионата мира по спидвею в командном зачёте (1971, 1972 гг)
- Серебряный призёр командного чемпионата СССР (1971 г.)
- Серебряный призёр личного чемпионата Латвии (1970)
- Бронзовый призёр личного чемпионата СССР по спидвею (1972.)